# Dorylus niarembensis
Dorylus niarembensis is een mierensoort uit de onderfamilie van de Dorylinae. De wetenschappelijke naam van de soort is voor het eerst geldig gepubliceerd in 1972 door Boven.